# Damn Right, I've Got The Blues
Albums de Buddy Guy
DJ Play My Blues
(1982) Feels Like Rain
(1993)
Damn Right, I've Got the Blues est le septième album studio de Buddy Guy. Il a reçu le grammy Award du meilleur album de blues contemporain lors de la 34e cérémonie des Grammy Awards.

## Musiciens
- Buddy Guy - chant et guitare électrique
- Greg Rzab - basse
- Richie Hayward - batterie
- Mick Weaver - orgue Hammond B-3, piano, piano électrique
- Pete Wingfield - piano
- Neil Hubbard - guitare rythmique
- John Porter - basse
- Tessa Niles, Katie Kissoon, Carol Kenyon - chœurs

Invités :
- Jeff Beck - guitare électrique sur les titres 4 & 6
- Eric Clapton - guitare électrique sur le titre 6
- Mark Knopfler - guitare électrique sur le titre 2
- The Memphis Horns :
  - Wayne Jackson - trompette
  - Andrew Love - saxophone
  - Jack Hale - trombone

Enregistré par George Marino aux studios Sterling Sound, New-York.

## Liste des pistes
| No  | Titre                              | Auteur                                    | Durée |
| --- | ---------------------------------- | ----------------------------------------- | ----- |
| 1.  | Damn Right, I've Got the Blues     | Buddy Guy                                 | 4:29  |
| 2.  | Where Is The Next One Coming From? | John Hiatt                                | 4:35  |
| 3.  | Five Long Years                    | Eddie Boyd                                | 8:23  |
| 4.  | Mustang Sally                      | Sir Mack Rice                             | 4:43  |
| 5.  | There Is Something On Your Mind    | Big Jay McNeely                           | 4:45  |
| 6.  | Early In The Morning               | Leo Hickman, Louis Jordan, Dallas Bartley | 3:09  |
| 7.  | Too Broke To Spend The Night       | Buddy Guy                                 | 5:00  |
| 8.  | Black Night                        | Jessie Mae Robinson                       | 7:42  |
| 9.  | Let Me Love You Baby               | Willie Dixon                              | 3:56  |
| 10. | Rememberin' Stevie (Instrumental)  | Buddy Guy                                 | 6:55  |

Pistes bonus de l'édition augmentée
| No  | Titre                                 | Auteur                    | Durée |
| --- | ------------------------------------- | ------------------------- | ----- |
| 11. | Doin' What I Like Best (Instrumental) | Buddy Guy                 | 6:03  |
| 12. | Trouble Don't Last                    | Eddie "Guitar Slim" Jones | 5:23  |

Pistes bonus de l'édition augmentée
| No  | Titre                                 | Durée |
| --- | ------------------------------------- | ----- |
| 11. | Doin' What I Like Best (Instrumental) | 6:03  |
| 12. | Trouble Don't Last                    | 5:23  |

## Charts
| Chart (1991)                  | Meilleurz position |
| ----------------------------- | ------------------ |
| Australie (ARIA)              | 29                 |
| Pays-Bas (Mega Album Top 100) | 45                 |
| Nouvelle-Zélande (RIANZ)      | 18                 |
| Suède (Sverigetopplistan)     | 38                 |
| Canada (Canadian Albums)      | 42                 |
| États-Unis (Billboard 200)    | 136                |